# Peru i olympiska sommarspelen 1988
Peru deltog i de olympiska sommarspelen 1988 med en trupp bestående av 21 deltagare, och landet tog ett silver.

## Medaljer

### Silver
- Luisa Cervera, Alejandra de la Guerra, Denisse Fajardo, Miriam Gallardo, Rosa García, Sonia Heredia, Katherine Horny, Natalia Málaga, Gabriela Pérez del Solar, Cecilia Tait, Gina Torrealva och Cenaida Uribe - Volleyboll

## Friidrott
Herrarnas längdhopp
- Ricardo Valiente
  - Kval — 6,92m (→ gick inte vidare)